# Едвард Телфейр
Едвард Телфейр (1735 — 17 вересня 1807) був батьком-засновником Америки шотландського походження, політиком і работорговцем, який обіймав посаду губернатора Джорджії з 1786 по 1787 рік і знову з 1790 по 1793 рік. Він був членом Континентального конгресу та одним із підписантів Статей Конфедерації.

## Раннє життя
Телфейр народився в 1735 році в Торон-Хед, спадковому маєтку його родини в західній Шотландії. Перш ніж здобути комерційну освіту, він закінчив середню школу Кірккудбрайта. Він іммігрував до Америки в 1758 році як агент комісії, оселившись у Вірджинії. Згодом Телфер переїхав до Галіфакса, штат Північна Кароліна, і, нарешті, до Савани, штат Джорджія, де заснував власну комісію. Він прибув до Джорджії в 1766 році, приєднавшись до свого брата Вільяма, який емігрував раніше. Разом із Безілом Каупером Телфер побудував комісійний будинок, і він мав успіх за одну ніч. Телфер одружився з 16-річною Сарі Гіббонс у 1774 році на плантації Шерон, що належала її матері, на захід від Савани.
Телфейр був рабовласником і консультантом з питань, пов'язаних з рабством. Його комерційна фірма, серед іншого, займалася торгівлею рабами, а його сучасне листування включало дискусії на такі теми, як: управління рабами; купівля-продаж рабів; раби-втікачі; рівень смертності рабів, народжених на плантаціях; складність продажу близькоспоріднених рабів; і відносини між білими і вільновідпущениками.

## Революційний період
Телфейр був членом Комітету безпеки (1775—1776) і був делегатом Конгресу провінції Джорджія, який зібрався в Савані в 1776 році. Він також був членом Комітету розвідки Джорджії в 1776 році Телфейр був обраний до Континентального конгресу на 1778, 1780, 1781 і 1782 роки. Він був підписантом статей Конфедерації.
У 1783 році під час черокі-американських війн Телферу було доручено лікувати індіанців племені черокі чікамауга. Телфер був призначеним агентом (від імені Джорджії) у переговорах, спрямованих на врегулювання суперечки щодо північного кордону з Північною Кароліною в лютому 1783 року. Земля, про яку йде мова, загалом вважалася землею Криків, тому черокі охоче підписали договір. Крики відмовилися. Хоча громадяни округу Франклін благали його помститися, військовий міністр Генрі Нокс наказав губернатору Телферу не мстити індіанським Крикам.

## Смерть і спадок
Телфер помер у Савані в 1807 році, спочатку похований у сімейному сховищі на плантації Шерон. Пізніше в 19 столітті його останки були перенесені на кладовище Бонавентури в Савані. Через три місяці після смерті Телфера штат Джорджія назвав округ Телфейр на честь колишнього губернатора. Пізніше в 19 столітті площу Сент-Джеймса в Савані було перейменовано на площу Телфер на честь родини.

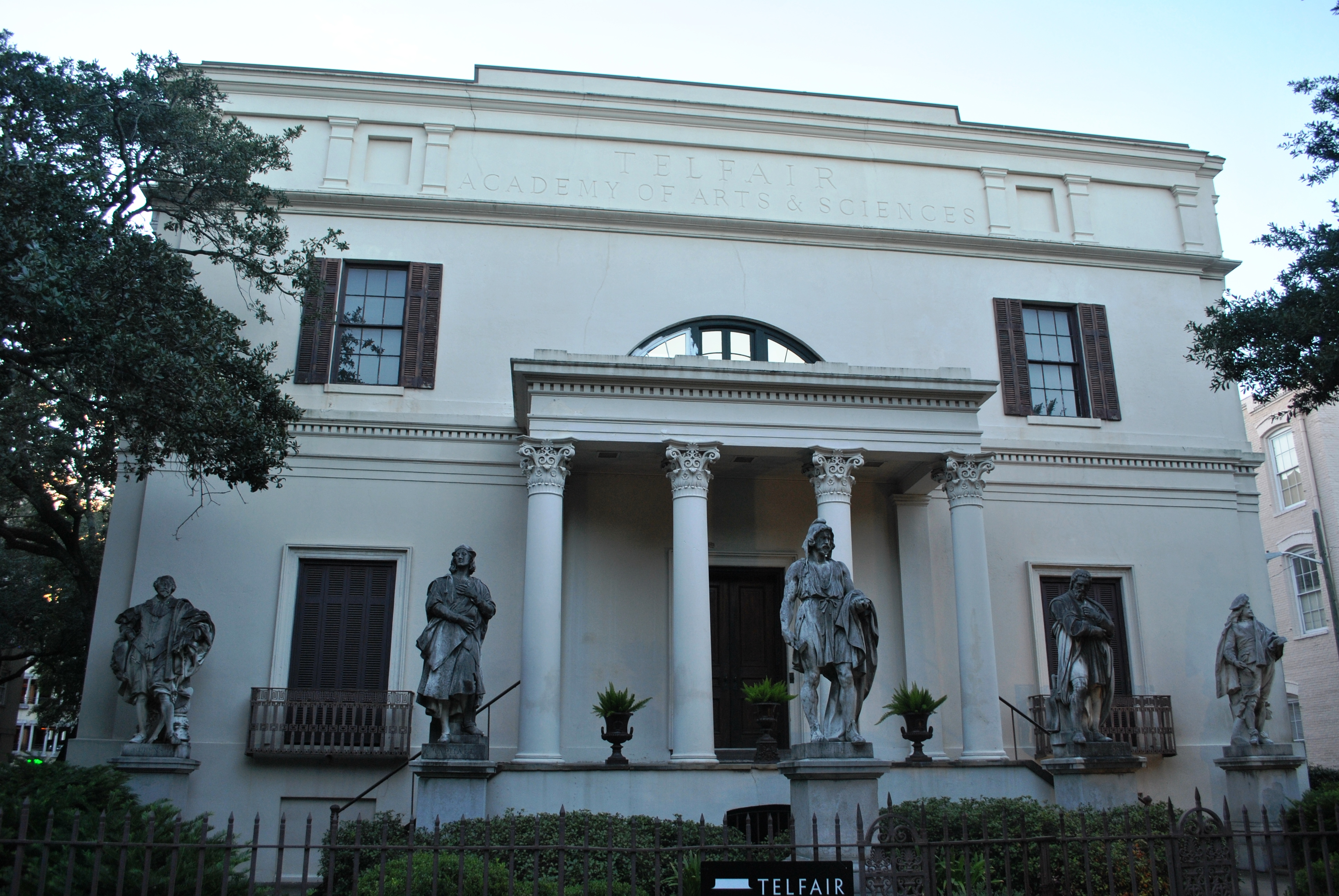
Телферська академія, 1818 р., сімейний маєток Мері Телфер

Один із синів Телфера, Томас Телфер, представляв Джорджію в Конгресі США. Старша з дочок Телферів, Мері Телфер, пережила своїх братів і сестер і стала благодійницею першого публічного художнього музею на американському Півдні, який нині складається з трьох будівель під назвою Музеї Телфера. Після її смерті в 1875 році її заповіт також передбачав заснування Телферської лікарні для жінок. Сьогодні вона відома як жіноча лікарня Мері Телфер.